# 明斯克體育館
明斯克體育館是一座位於白俄羅斯明斯克的綜合性室內體育館。

## 使用
本體育館的主要用途之一為冰球，是作為大陸冰球聯盟明斯克迪納摩冰球俱樂部的主場。2010年1月30日體育館正式啟用，同天第2屆大陸冰球聯盟全明星賽在此舉行。體育館的第一場比賽為2010年1月14日明斯克發電機出戰MET-馬格尼托哥爾斯克。
本體育館為2014年世界冰球錦標賽兩個主要場館之一。

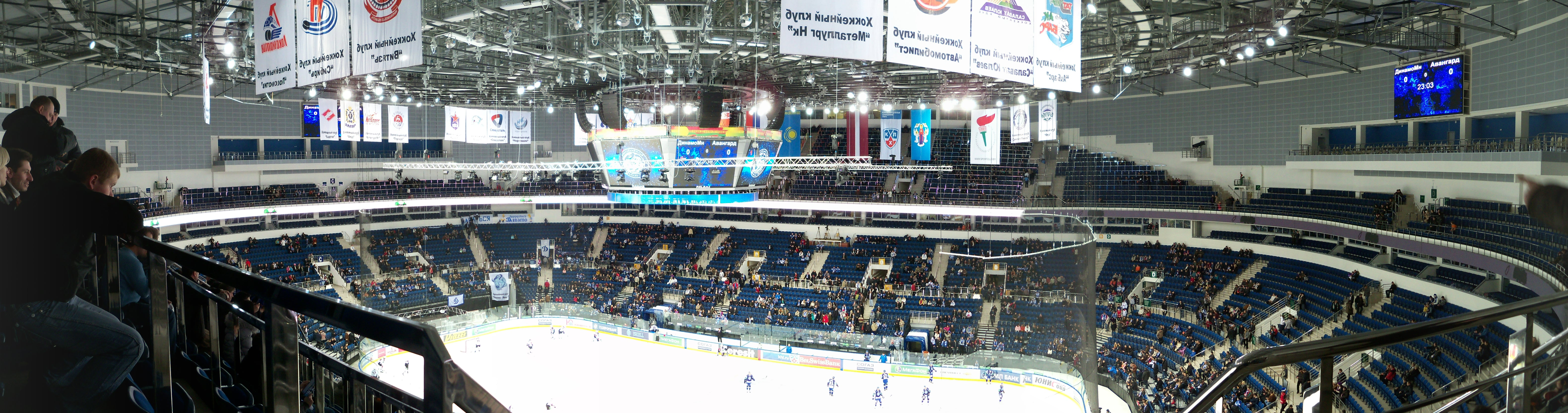
明斯克體育館全景

## 外部連結
- 明斯克體育館網站 （俄文）
- Announcement of new arena （页面存档备份，存于）

53°56′11″N 27°28′58″E / 53.9365°N 27.4829°E
| 前任： 海信體育館 墨爾本 | 世界場地自由車錦標賽 比賽場館 2013 | 繼任： Velódromo Alcides Nieto Patiño 卡利 |